# Francisco Vidal y Barraquer
Francisco de Asís Vidal y Barraquer (em catalão:  Francesc d'Assis Vidal i Barraquer, Cambrils, 3 de outubro de 1868 – Fribourg, 13 de setembro 1943) foi um cardeal espanhol da Igreja Católica, foi arcebispo de Tarragona e importante figura da História da Espanha.

## Biografia

### Vida inicial e estudos
Por recomendação dos tios padres, estudou no Colégio Jesuíta San Ignacio, em Manresa, entre 1880 e 1885 (ensino secundário). Tendo decidido tornar-se padre jesuíta, concordou com o pedido do pai de não ingressar imediatamente na Companhia de Jesus (na verdade nunca ingressou nela) e primeiro estudou Direito na Universidade de Barcelona; depois, obteve o doutorado na Universidade de Madrid em 24 de setembro de 1900, com a dissertação: "El direito da guerra em Roma". Ele exerceu a advocacia por um breve período no escritório do famoso advogado Joaquán Almeda, de Barcelona. Para a formação eclesiástica, estudou no Seminário Conciliar de Barcelona, em 1885 (licenciatura em Direito) e na Pontifícia Universidade de Tarragona, entre 1895 e 1899. Em 1 de maio de 1898 recebeu a tonsura eclesiástica e a primeira ordem menor do arcebispo Tomás Costa Fornaguera de Tarragona, que por ele tinha uma predileção especial. No ano seguinte, recebeu as demais ordens do mesmo prelado.
Foi ordenado padre em 17 de setembro de 1899, em Tarragona, pelo arcebispo Tomás Costa Fornaguera de Tarragona. Celebrou a sua primeira missa no dia 21 de setembro seguinte, na capela do colégio das freiras do Sagrado Coração de Sarriá. Seu ministério pastoral na Arquidiocese de Tarragona foi como fiscal substituto do tribunal eclesiástico metropolitano, a partir de 27 de novembro de 1900 e fiscal, desde 5 de maio de 1905; provisor e vigário-geral interino, entre 1905 e 1909; cônego do capítulo da Catedral de Tarragona, de 19 de setembro de 1907 a 1913; vigário-geral, entre 1909 e 1913; arcipreste, em 1910; vigário capitular, em 9 de outubro de 1911, por ocasião da morte de Dom Costa Fornaguera, até sua promoção ao episcopado.

### Bispo e Cardeal
Eleito bispo titular da Pentacomia e nomeado administrador apostólico de Solsona em 10 de novembro de 1913 pelo Papa Pio X, foi consagrado em 26 de abril de 1914, na Catedral de Tarragona, por Antolín López Peláez, arcebispo de Tarragona, coadjuvado por Ramón Barberá y Boada, bispo titular de Antedone e administrador apostólico de Ciudad Rodrigo, e por Ramón Guillamet y Coma, bispo de Córdoba. Seu lema episcopal era Diligite alterutrum. Foi Senador do reino espanhol pela província de Tarragona, entre 20 de dezembro de 1914 a 1916.
Foi promovido a arcebispo de Tarragona em 7 de maio de 1919.
Foi criado cardeal-presbítero no Consistório de 7 de março de 1921, recebendo o barrete vermelho do rei Alfonso XIII, na capela do Palácio Real de Madrid, juntamente com os cardeais Juan Bautista Benlloch y Vivó, arcebispo de Burgos e Francesco Ragonesi, núncio apostólico na Espanha. Recebeu o título de Santa Sabina em 16 de junho do mesmo ano.

#### Conclaves
- Conclave de 1922 - participou da eleição do Papa Pio XI
- Conclave de 1939 - participou da eleição do Papa Pio XII

### Guerra Civil e Exílio
Durante a ditadura do Capitão General Miguel Primo de Rivera, defendeu a liberdade da Igreja e manteve, juntamente com os bispos da província eclesiástica de Tarragona, a língua catalã como língua normal para a pregação e a catequese. Em 1924, recusou a transferência para a Arquidiocese de Saragoça e em 1926, recusou mudar de sede com o bispo de Coria, Pedro Segura y Sáenz, bem como sua transferência para Roma como cardeal da Cúria Romana.
Assim que a República Espanhola foi estabelecida em 1931, ele conseguiu evitar o incêndio de igrejas e conventos na Catalunha. Foi eleito chefe do episcopado espanhol após o exílio do cardeal Segura, então arcebispo de Toledo, primaz da Espanha. Tentou, com pouco sucesso, perante o governo provisório mitigar as disposições do projeto constitucional que afetavam os direitos da Igreja; isto apesar da amizade sincera que existia entre ele e o presidente Niceto Alcalá-Zamora.
A revolução explodiu em Tarragona em 21 de julho de 1936. O cardeal foi forçado a procurar refúgio em Poblet como convidado de Eduard Toda i Güell. Alguns milicianos das Forças Armadas de L'Hospitalet de Llobregat foram a Poblet procurá-lo. Temendo pela sua vida e não querendo deixar a sua arquidiocese abandonada, achou mais oportuno pedir ao seu bispo auxiliar, Manuel Borrás, que ficasse em Tarragona; mas logo depois o bispo Borrás foi assassinado. O cardeal foi transferido para Barcelona com o seu secretário pessoal, Joan Viladrich; os conselheiros de cultura e interior da Generalitat facilitaram que o cardeal e seu secretário embarcassem para a Itália num navio da Marinha espanhola. O cardeal foi residir no mosteiro cartuxo de Faneta, perto de Lucca; lá permaneceu até 1943. Do exílio, trabalhou com o cardeal Jean Verdier, arcebispo de Paris, para alcançar uma paz negociada e justa na Guerra Civil Espanhola. Pediu a intervenção papal para a cessação dos bombardeamentos indiscriminados da aviação nacionalista sobre a população civil na Catalunha. Intercedeu pela libertação de pessoas que estavam nas mãos dos republicanos, dos franquistas ou daquelas que o governo de Vichy queria entregar à Alemanha nazista, independentemente da sua ideologia. Foi um dos únicos cinco bispos espanhóis que não apoiaram o levante do Generalíssimo Francisco Franco contra a República, recusando-se a assinar a Carta Coletiva dos Bispos Espanhóis de 1937.
A sua defesa dos catalães, as boas relações com as autoridades republicanas da Catalunha e a sua recusa em assinar a carta conjunta do episcopado espanhol durante a Guerra Civil Espanhola fizeram com que o governo do Generalíssimo Franco o proibisse de regressar à sua arquidiocese de Tarragona. O Generalíssimo Franco suspendeu a proibição do Cardeal Vidal em 1941, depois que ele e o Vaticano chegaram a uma concordata. No entanto, o cardeal permaneceu na Itália e, em 1943, a ocupação alemã da Itália forçou-o a se mudar para o mosteiro cartuxo de Valsainte, na Suíça.

### Morte e enterro
O cardeal morreu em 13 de setembro de 1943, no cantão suíço de Friburgo, e foi sepultado na igreja dos Cartuxos de La Valsainte. Em 1978, seus restos foram transferidos para a Catedral de Tarragona.